# IC 1570
IC 1570 је спирална галаксија у сазвјежђу Рибе која се налази на листи објеката дубоког неба у Индекс каталогу.
Деклинација објекта је + 6° 45' 12" а ректасцензија 0h 40m 34,2s. Привидна величина (магнитуда) објекта IC 1570 износи 16,2 а фотографска магнитуда 17,0. IC 1570 је још познат и под ознакама DRCG 2-23, PGC 73426.